# Смерть Робін Гуда (фільм)
«Смерть Робін Гуда» (англ. The Death of Robin Hood) — майбутній американський трилер, написаний і знятий Майклом Сарноскі. Це похмуре переосмислення легенди про Робін Гуда. У головних ролях: Г'ю Джекман, Джоді Комер, Білл Скашгорд, Мюррей Бартлетт і Ноа Джуп.
Назва посилає до класичної балади «Смерть Робін Гуда».

## Синопсис
Робін Гуд розмірковує про своє життя, повне злочинів і вбивств, перебуваючи в руках таємничої жінки після важкого поранення.

## Акторський склад
| Актор           | Роль      |
| --------------- | --------- |
| Г'ю Джекман     | Робін Гуд |
| Джоді Комер     |           |
| Білл Скашгорд   |           |
| Мюррей Бартлетт |           |
| Ноа Джуп        |           |

## Виробництво
У травні 2024 року було оголошено, що розробляється переосмислення легенди про Робін Гуда з Майклом Сарноскі в якості сценариста і режисера, і що Г’ю Джекман і Джоді Комер виконають головні ролі. Невдовзі після цього A24 придбала права на проект у конкурсі Marché du Film. У лютому 2025 року до акторського складу доєдналися Білл Скашгорд, Мюррей Бартлетт і Ной Джуп.
Основні зйомки стартували на початку лютого 2025 року в Північній Ірландії, і завершилися вже у кінці березня.